# Wassmer WA-20
Wassmer WA 20 ist eine Serie von einsitzigen Segelflugzeugen des französischen Herstellers Wassmer Aviation in Issoire. In den 1950er und 1960er Jahren wurden weit über einhundert Einheiten gebaut. 2010 waren noch über fünfzig Exemplare in Frankreich registriert.

## Geschichte und Konstruktion
Die Serie wurde von Maurice Collard konstruiert. Sie sollte sowohl die deutschen Konstruktionen wie die DFS Weihe und die – auch in Frankreich gebaute – DFS Olympia Meise aus der Zeit vor dem Zweiten Weltkrieg als auch die erste Nachkriegsgeneration von französischen Konstruktionen wie die Arsenal Air 100, die damals in französischen Segelflugvereinen weit verbreitet waren, durch ein einfach aufgebautes Segelflugzeug mit guten Flugleistungen ablösen.
Das erste Modell der Serie – die WA-20 Javelot, später auch Javelot I – hatte ihren Jungfernflug im August 1956. Die Tragflächen der Javelot bestehen vollständig aus Holz. Sie verfügt über eine Spannweite von rund 16 Metern mit einer Fläche von 15,5 Quadratmetern und weist dabei eine Flügelstreckung von 16,7 auf. Die Konstruktion ist ein Schulterdecker und besteht aus zwei Teilen mit einzelnen Kastenträgern und D-förmigen, sperrholzbeplankten Halbschalen. Die Tragflächen sind hinter dem Holm stoffbespannt und an deren Ende befinden sich kleine Endplatten, die die Flügelspitzen beim Rollen am Boden schützen. Die Luftbremsen werden aus Ober- und Unterseite der Tragflächen herausgeklappt.
Die Javelot hat einen abgeflachten, polygonförmigen Rumpf aus stoffbespannten Stahlrohren. Vor den Tragflächen befinden sich am abgeflachten Rumpf vier Längsträger, die zusammen mit der kastenförmigen Kabinenhaube eine stumpfe Nase formen. Das Fahrwerk besteht aus einer gummigefederten Kufe sowie einem einzelnen, nicht einziehbaren Rad. Hinter den Tragflächen besteht der sich verjüngende Rumpf aus nur drei Längsträgern mit einem markanten Rückgrat. Das Leitwerk mit einteiligem Höhenruder besteht aus Holz mit geraden Seiten und gerundeter Oberkante und ist auf die Oberseite des Rumpfes montiert. Am Heck befindet sich ebenfalls eine Kufe.
Die WA-21 Javelot II ist eine überarbeitete Version für die Standardwettbewerbsklasse und hatte ihren Erstflug am 25. März 1958. Sie verfügt über modifizierte Tragflächen mit 15 Metern Spannweite und einer V-Stellung mit einem Winkel von vier Grad an den Außenseiten. Der Mittelteil der Tragflächen ist jedoch gerade mit einer konstanten Profilsehne. Die Javelot II verfügt des Weiteren über getrennt steuerbare Differentialquerruder und eine neuentwickelte Verbindung zwischen Tragflächen und Rumpf. Bis Mitte der 1960er Jahre wurden fünfzig Exemplare ausgeliefert.
Die letzte gebaute Variante ist die WA-22 Super Javelot, die zum ersten Mal im Juni 1961 flog. Sie behielt die Tragflächen der WA-21 bei und der Rumpf besteht ebenfalls aus einer Stahlrohrkonstruktion. Im Gegensatz zur WA-21 ist der Bug der WA-22 mit GFK verkleidet. Die Nase wurde für eine bessere Stromlinienform verlängert und das Flugzeug bekam eine neue, flachere und einteilige Kabinenhaube. Am Heck bestehen die vertikalen Flächen weiterhin aus Holz, sind aber lackiert. 1964 wurde die Super Javelot ein weiteres Mal überarbeitet. Die V-Stellung der äußeren Tragflächen wurde auf 5,5 Grad erhöht. Die Aerodynamik der Flügelwurzel wurde optimiert und die Tragflächen vollständig mit Birkensperrholz beplankt, um die Laminarströmung zu verbessern.
Die WA-23 schließlich war lediglich eine experimentelle Entwicklung. Sie verfügte über den Rumpf der WA-22, erhielt aber neue Tragflächen mit einer Spannweite von 18 Metern, einer Flügelstreckung von 22 und einem neuen Profil, das von Maurice Collard speziell für die WA-23 konstruiert wurde. Das Leergewicht der WA-23 betrug 295 Kilogramm. Seinen Erstflug hatte das Flugzeug am 6. August 1962.

## Versionen

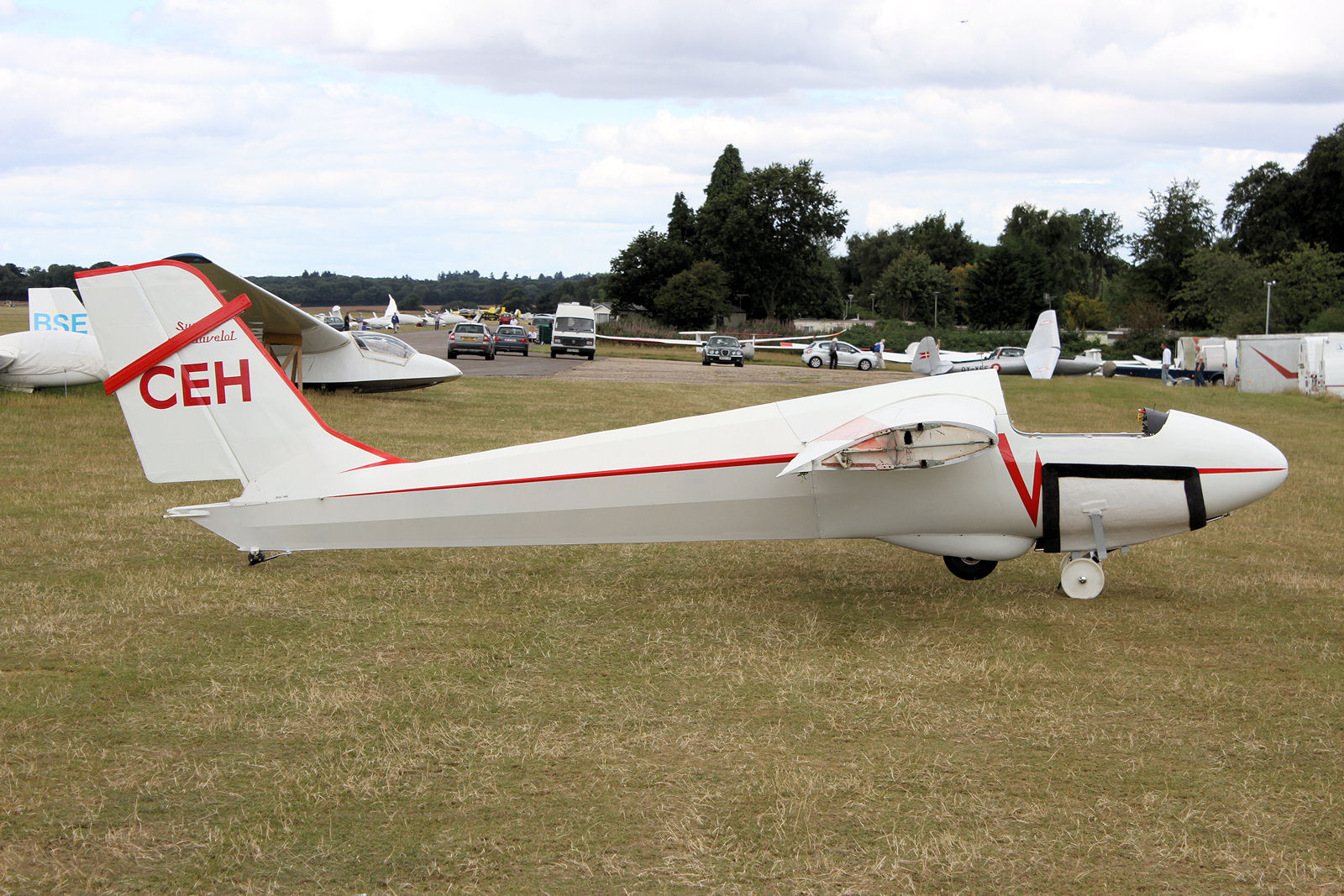
Rumpf einer Wassmer WA-22 Javelot II

- WA-20 Javelot
- WA-21 Javelot II
- WA-22 Super Javelot
- WA-22 Super Javelot 64
- WA-22-28
- WA-23

## Ausgestellte Exemplare
- WA-21 Javelot II im Musée Aéronautique Berry, Touchay, Frankreich[5]
- WA-22 Super Javelot im Musée Regional de l’Air, Angers, France[5]

## Technische Daten

Dreiseitenansicht WA-20

| Kenngröße         | WA-20 Javelot        | WA-21 Javelot II     | WA-22 Super Javelot | WA-23   |
| ----------------- | -------------------- | -------------------- | ------------------- | ------- |
| Besatzung         | 1                    | 1                    | 1                   | 1       |
| Länge             | 7,08 m               | 7,00 m               | 7,21 m              | 7,04 m  |
| Spannweite        | 16,08 m              | 15 m                 | 15 m                | 18 m    |
| Höhe              | -                    | 1,79 m               | 1,89 m              | -       |
| Flügelfläche      | 15,5 m²              | 14,4 m²              | 14,4 m²             | 14,4 m² |
| Flügelstreckung   | 16,07                | 15,7                 | 15,7                | -       |
| Gleitzahl         | 29                   | 28                   | 30                  | 35      |
| Geringstes Sinken | 0,68 m/s bei 75 km/h | 0,75 m/s bei 72 km/h | 0,7 m/s bei 80 km/h | -       |
| Leermasse         | 230 kg               | 195 kg               | 205 kg              | -       |
| max. Startmasse   | 330 kg               | 350 kg               | 340 kg              | -       |